# Danske Patienter
Danske Patienter er en paraplyorganisation for patient- og pårørendeforeninger i Danmark. Organisationen har 23 medlemsorganisationer, der repræsenterer i alt 104 patient- eller pårørendeforeninger med tilsammen 900.000 medlemmer (2021). Organisationen repræsenterer det generelle patient- og pårørendeperspektiv, og ikke de enkelte diagnoser adskilt set. Formålet er at tale patienternes og deres pårørendes sag over for beslutningstagere og offentlighed. Danske Patienter formulerer politikker om udvalgte emner i sundhedsvæsenet, for eksempel om pårørendes rettigheder, om hygiejne på hospitalerne eller patienters adgang til medicin.

## Historie
Danske Patienter blev etableret i 2007. Organisationen udsprang af netværket Patientforum, der var et samarbejde mellem en række patientforeninger og Danske Handicaporganisationer. Patientforum blev stiftet i 2003 og var et formaliseret dialogforum med forretningsorden og vedtægter. Patientforum arbejdede for at sikre fokus på patienters interesser, meget lig den funktion, som Danske Patienter har i dag. Det var fra begyndelsen tanken, at Patientforum skulle udvikle sig til noget større, og i 2005 påbegyndtes planer om en udvidelse. Det resulterede i en etablering af paraplyorganisationen Danske Patienter i 2007. Danske Handicaporganisationer trådte i den forbindelse ud af samarbejdet.
Danske Patienter bestod i starten af 9 foreninger, og siden er organisationen vokset med 12 yderligere organisationer. I dag (2021) har Danske Patienter 23 medlemsorganisationer, der repræsenterer 104 patient- eller pårørendeforeninger med i alt 900.000 medlemmer.
I november 2011 etablerede Danske Patienter Videnscenter for Brugerinddragelse i Sundhedsvæsenet (ViBIS). Videnscenterets mål er at indsamle og formidle viden om fordele og udfordringer ved inddragelse af patienter og pårørende i de enkelte behandlingsforløb og i organiseringen af sundhedsvæsenets rammer. Videnscenteret blev etableret med støtte fra TrygFonden, som fortsat samarbejder med videnscenteret om konkrete projekter. Centeret fik i 2016 en bevilling fra Sundhedsministeriet til at udbrede sin viden gennem særlige netværk på tværs af sundhedsvæsenets aktører.

## Hvem blev medlem hvornår?
Følgende er en liste over Danske Patienters medlemsforeninger, med angivelse af hvornår de blev medlem:
2007: Astma-Allergi Danmark, Lungeforeningen, Diabetesforeningen, Gigtforeningen, Hjerteforeningen, Kræftens Bekæmpelse, Nyreforeningen, Scleroseforeningen og Sjældne Diagnoser.
2008: Epilepsiforeningen, Dansk Fibromyalgi-Forening, Parkinsonforeningen og Landsforeningen mod spiseforstyrrelser og selvskade (LMS).
2011: Landsforeningen af Polio-, Trafik- og Ulykkesskadede (PTU). PTU er i dag delt i Polioforeningen og Ulykkespatientforeningen.
2012: Psoriasisforeningen.
2013: Bedre Psykiatri.
2016: Osteoporoseforeningen og Alzheimerforeningen.
2017: Hjerneskadeforeningen.
2018: Muskelsvindfonden.
2021: Øjenforeningen og Landsforeningen for Ufrivilligt Barnløse.

## Formænd for Danske Patienter fra 2007
Danske Patienters formand kan med de nuværende regler (2017) sidde tre perioder af hver to års varighed, det vil sige maksimalt seks år i alt. Her er en oversigt over organisationens formænd gennem tiden:
- April 2020 – nu: Klaus Lunding, tidligere hospitalsdirektør på Herlev og Gentofte Hospital.
- Januar 2019 – april 2020: Ebbe Henningsen (fungerende), næstformand for Danske Patienter. Medlem af landsbestyrelsen og tidligere formand i Bedre Psykiatri.
- April 2016 – januar 2019: Camilla Hersom, tidligere folketingsmedlem for Radikale Venstre og tidligere formand for Forbrugerrådet.
- September 2010 – april 2016: Lars Engberg, tidligere sundhedsborgmester i København og overborgmester i kommunen fra oktober 2004 til september 2005. Fra 2000 til 2010 var Lars Engberg direktør for Nyreforeningen.
- September 2009 – september 2010: Stig Hedegaard Kristensen (konstitueret), formand for Nyreforeningen 2002-14 og tidligere medlem af Sundhedsbrugerrådet i Region Midtjylland.
- April 2009 – september 2009: Pia Christmas-Møller, tidligere folketingsmedlem for Konservative.
- November 2008 – april 2009: Stig Hedegaard Kristensen (konstitueret).
- Juli 2007 – november 2008: Torben Lund, politiker i Socialdemokratiet, sundhedsminister 1993-94 og medlem af Europa-Parlamentet 1999-2004.

## Organisering
Danske Patienter består af repræsentantskab, forretningsudvalg, sekretariat, arbejdsgrupper og repræsentationer.

### Repræsentantskabet
Alle medlemsorganisationer har plads i repræsentantskabet, der er Danske Patienters højeste myndighed. Det ordinære repræsentantskabsmøde finder sted inden udgangen af april hvert år, og der er midtvejsmøde i efteråret. Repræsentantskabet fastlægger de overordnede synspunkter, politikker og handlingsplaner, der danner grundlag for Danske Patienters arbejde.

### Forretningsudvalget
Forretningsudvalget består af seks medlemmer og en formand, der er valgt af repræsentantskabet. Forretningsudvalget holder fem til seks møder årligt, hvor man træffer beslutninger vedrørende Danske Patienters aktiviteter.

### Sekretariatet
Sekretariatet udvikler strategier og formulerer politikker i tæt samarbejde med medlemsorganisationerne og betjener den politiske ledelse samt koordinerer repræsentationer og aktiviteter. Sekretariatet repræsenter desuden organisationen over for myndigheder, beslutningstagere og offentlighed. Sekretariatet består af fire stabsfunktioner: Administration og HR, Politik, Kommunikation samt Analyse og Dokumentation. Dertil kommer et niveau bestående af organisationens Videnscenter for Brugerinddragelse i Sundhedsvæsenet (ViBIS), diverse projekter samt en række initiativer målrettet patienter og pårørende. Dette niveau løser særligt definerede opgaver, men bidrager også med viden, der er med til at danne grundlag for Danske Patienters politiske arbejde.

### Arbejdsgrupper
Danske Patienter nedsætter løbende arbejdsgrupper, der behandler aktuelle og politisk prioriterede emner i organisationen. I arbejdsgrupperne sidder faglige repræsentanter fra Danske Patienters medlemsorganisationer. Disse repræsentanter bidrager med viden i forbindelse med det aktuelle emne.

### Repræsentanter
Danske Patienter har repræsentanter i en række råd, nævn og fora. Repræsentanterne skal arbejde for at sikre fokus på patienternes perspektiv, behov og interesser og være med til at "sikre en holdbar og brugerorienteret udvikling af sundhedsvæsenet".